# (167) Урда
(167) Урда (нем. Urda) — небольшой астероид главного пояса, принадлежащий к астероидам светлого спектрального класса S. Он входит в состав семейства Корониды. Астероид был обнаружен 28 августа 1876 года германо-американским астрономом К. Г. Ф. Петерсом в Клинтоне, США и назван в честь Урды, по имени одной из норн германо-скандинавской мифологии.
Покрытие звёзд этим астероидом было зафиксировано 23 июля 2001 года в Японии.